# Комітет виборців України
Коміте́т ви́борців Украї́ни (КВУ) — всеукраїнська громадська організація, головним завданням якої є спостереження за ходом виборчих кампаній, підтримання взаємозв'язків між виборцями та органами влади та захист виборчих прав громадян. Відділення організації працюють у 24 областях та в понад 200 районах України.
Дата створення КВУ — 20 лютого 1994. Генеральний директор — Олексій Кошель.
Організація декларує себе, як нейтральну до політичних партій та кандидатів, діє на засадах добровільності, рівності своїх членів, самоуправління, законності і гласності.
Організація є учасницею коаліції Реанімаційний пакет реформ. 

## Діяльність
За період своєї діяльності на основі напрацьованої організацією методології, яка враховувала всі ключові стандарти спостереження за виборами, КВУ здійснив моніторинг всіх без винятку загальнонаціональних виборчих кампаній, а також більшості кампаній з місцевих виборів.
Місія КВУ — активізація громадян до участі в управлінні державою та реалізації їх конституційних прав. Метою діяльності організації є допомога громадянам у вирішенні їх конкретних питань та ініціювання інституційних змін, які могли б наблизити українське суспільство до демократичних стандартів.
Основними напрямками діяльності КВУ є:
1. Демократичний моніторинг. КВУ проводить моніторинг виборчих кампаній в Україні, а також моніторинг діяльності обраних осіб та демократичних інституцій, що охоплює: аналіз виконання передвиборчих обіцянок та відповідності їх діяльності загальноприйнятим демократичним нормам.
2. Активний громадянин. Цей напрямок охоплює програми, пов'язані з підвищенням правової грамотності та активності громадян у сфері захисту своїх прав та інтересів. Серед них найбільш актуальними є програми розвитку громад, а також надання консультаційних послуг населенню у громадських приймальнях. Загалом, за 20 років діяльності КВУ було розповсюджено понад 20 млн примірників інформаційно-просвітницьких матеріалів.
3. Просвіта громадян. КВУ приділяє значну увагу просвіті виборців під час виборчих кампаній щодо особливостей виборчого законодавства та механізмів захисту прав виборців. Також КВУ проводить просвітницькі кампанії і в міжвиборчий період, наприклад щодо Конституції України, закону про місцеве самоврядування, адміністративно-територіальної реформи і т. д.

## Структура
КВУ має демократичну структуру управління. Найвищим керівним органом КВУ є з'їзд, який скликається не рідше, ніж раз на рік. В період між з'їздами вищим органом управління є правління. До складу правління ВГО КВУ входять:
- Станіслав Жолудєв (Голова Правління КВУ) — керівник Дніпропетровського відділення ВГО КВУ.
- Юрій Ніколов (Заступник Голови Правління КВУ) — редактор інформаційного видання «НАШІ ГРОШІ».
- Олексій Личковах — директор з розвитку бізнесу в країнах СНГ та Балтії «Scytl Innovating Democracy».
- Богдан Маслич — виконавчий директор ГО «Гурт».
- Ірина Тітова — головний редактор тижневика «Субота».

Регіональна структура КВУ складається з кількох рівнів: обласних, районних, міських відділень. Станом на 2014 рік вона нараховує 125 відділень різного рівня в усіх регіонах України.
Наглядова рада є органом ВГО «Комітет виборців України», який здійснює контроль за діяльністю керівних органів організації та захист охоронюваних законом інтересів. IX черговий з'їзд КВУ затвердив склад Наглядової Ради, до якої увійшли:
- Юрій Ануфрієв (Голова Наглядової Ради) — Голова Хмельницького обласного осередку ВГО КВУ.
- Ірина Бекешкіна — Директор фонду «Демократичні ініціативи».
- Олександр Чекмишев — голова комітету «Рівність можливостей».
- Андрій Крісько — Голова Кримського відділення ВГО КВУ.
- Володимир Феофілов — фінансовий директор Черкаської обласної організації ВГО КВУ.

IX черговий з'їзд також призначив членів Комітету з етики ВГО КВУ:
- Оксана Кузенко (Голова етичного комітету) — Голова центру соціальних інновацій, член Наглядової ради  "Першої Львівської фундації".
- Андрій Мислінський –заступник Голови Правління Вінницького обласного осередку ВГО КВУ.
- В'ячеслав Свірець — адвокат, представник уповноваженого з прав людини в Рівненській області.